# Heterolaophonte campbelliensis
Heterolaophonte campbelliensis är en kräftdjursart som först beskrevs av Lang 1935.  Heterolaophonte campbelliensis ingår i släktet Heterolaophonte och familjen Laophontidae. Inga underarter finns listade i Catalogue of Life.